# Menispermum dauricum
Menispermum dauricus es una planta de la familia Menispermaceae. Es una planta trepadora del Sudeste Asiático. Es conocida en la medicina tradicional china como Bei-Dou-Gen.

## Descripción
Es una enredadera que alcanza los 5 m. Sus tallos son leñosos en la base. Las hojas son peltadas, lobuladas 3-5, redondeadas, color azul grisáceo. Es una planta resistente al frío.
Sus frutos tienen un endocarpo en forma de herradura, rodeada en el contorno con caras excavadas.; presenta una sola cresta dorsal, una cresta lateral y una superficie lisa con espinas cortas en los bordes dorsal y ventral; la cara dorsal tiene dos concavidades laterales; además hay una extremidad final más hacia el interior que el otro; el cóndilo es externo doble, no perforado, haciendo un área central grande con un hueco visible cerca de una extremidad. Longitud, 7,5 mm, ancho, 6,2 mm.

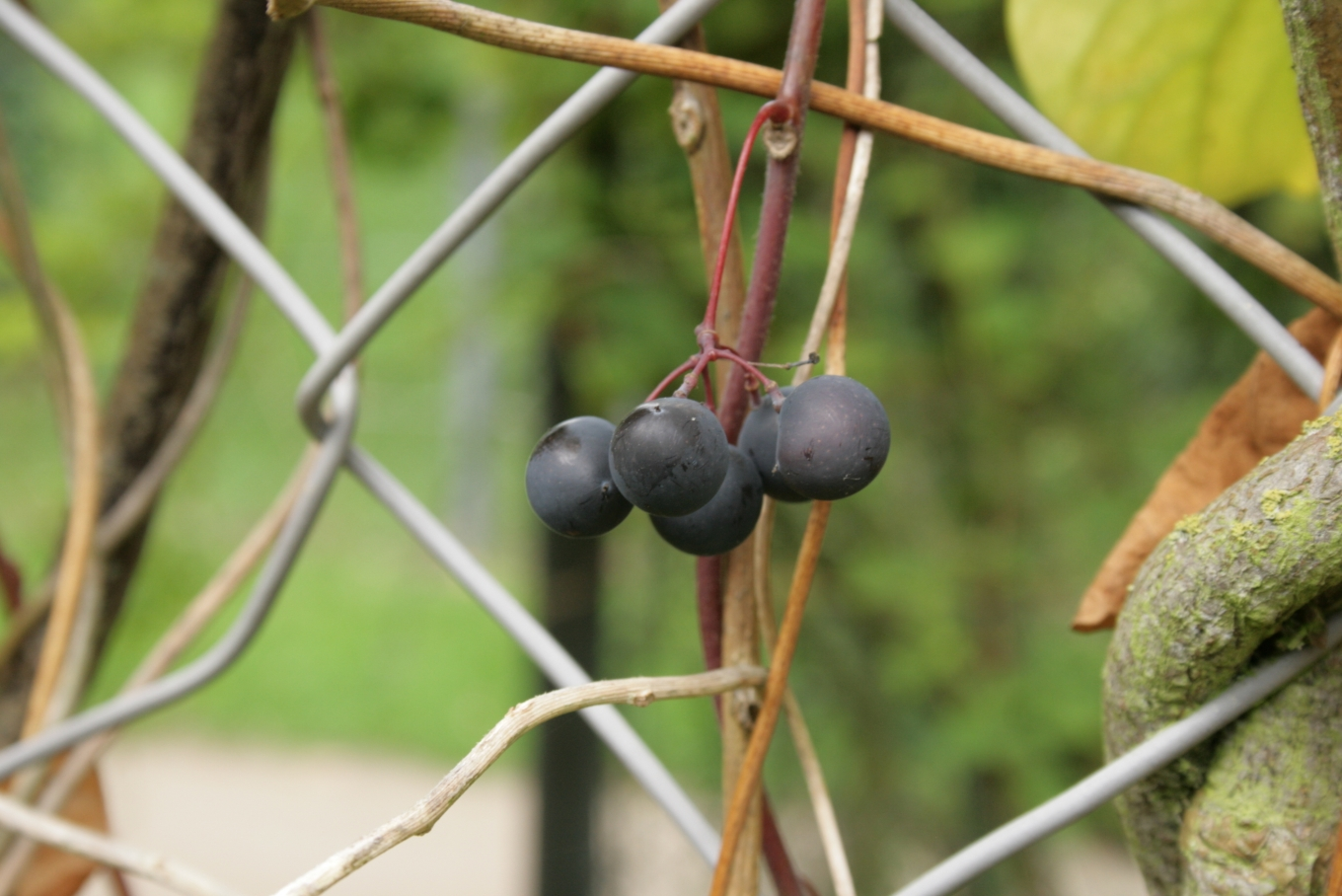
Frutos de Menispermum dauricum

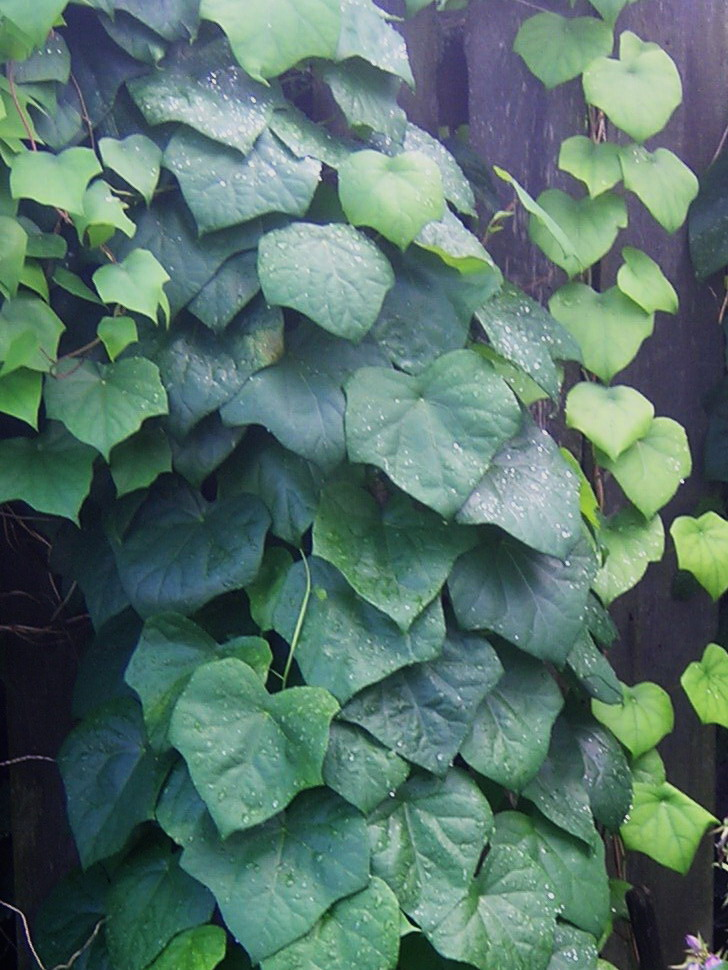
Hojas

## Fitoquímica y farmacognosia
Las raíces del Bei-Dou-Gen han sido utilizadas en la medicina tradicional china para tratar dolores de garganta, colitis, disentería y artralgia reumática. Varios estudios han mostrado la presencia de distintos alcaloides pertenecientes a varios tipos los derivados tetrahidroisoquinolínicos, tales como bisbencilisoquinolinas, aporfinas, proporfinas, protoberberinas, y oxoisoaporfinas. Estos últimos tienen interés quimiotaxonómico, debido a que parecen ser exclusivos de esta especie de plantas, excepto la lakshminina, la cual ha sido encontrada en Sciadoternia toxifera.  También se han reportado isoquinolinas, bencilisoquinolinas, isoindoles y derivados fenólicos.
Ejemplos de compuestos aislados de estas plantas son la 7-hidroxi-6-metoxi-1(2H)-isoquinolinona, 6,7-dimetoxi-N-metil-3,4-dioxo-1(2H)-isoquinolinona, 1-(4-hidroxibenzoil)-7-hidroxi-6-metoxi-isoquinolina, 6-hidroxi-5-metoxi-N-metilftalimida, N-Desmetildorifornina, N-desmetildorifornina, menisporfina, tiraminoporfina y daurioxoisoporfinas.

## Taxonomía
Menispermum dauricum fue descrita por Augustin Pyrame de Candolle y publicado en Regni Vegetabilis Systema Naturale 1: 540. 1818[1817].
Sinonimia
- Menispermum chinense Kundu & S.Guha
- Menispermum miersii Kundu & S.Guha
- Trilophus ampelisagria Fisch.[4]